# Gymnasium am Münsterplatz
Das Gymnasium am Münsterplatz (ehemals Humanistisches Gymnasium, Pädagogium, Münsterschule, Schule auf Burg) ist das älteste Gymnasium der Stadt Basel und nach dem Collège Calvin in Genf das zweitälteste der Schweiz.
Seit dem 11. Jahrhundert existierte hier eine klerikale Lateinschule des Bischofs. Im Jahr 1529 wurde durch einen Beschluss des Grossen Rats die Bildung von der Kirche an die Stadt übergeben. Die Gründung der Schule erfolgte 1589. Sie befindet sich gegenüber dem Basler Münster.

## Geschichte
Die Schule geniesst in der Stadt einen guten Ruf und war zwischen 1600 und 1900 eine der wichtigsten und bekanntesten Schulen im deutschsprachigen Raum. Hier lehrten Friedrich Nietzsche und Jacob Burckhardt. Die Schule war nur männlichen Jugendlichen zugänglich und legte ihren Schwerpunkt auf Latein, Griechisch und Hebräisch.
Ab 1930 hiess die Schule Humanistisches Gymnasium (HG). 1968 durften die ersten Mädchen in das Gymnasium eintreten; 1973 bestand die erste Schülerin die Matur. Seit der kantonalen Schulreform von 1997 heisst die Schule Gymnasium am Münsterplatz; neu werden neben Latein und Griechisch auch Spanisch, PPP (Philosophie, Psychologie und Pädagogik) und Englisch als Schwerpunktfach angeboten. Zudem kann eine zweisprachige Matur (Deutsch und Englisch) sowie das Diploma des International Baccalaureate (IB) mit starkem Fokus auf sprachliche und naturwissenschaftliche Fächer erworben werden.
Im Schuljahr 2015/2016 besuchten 640 Schülerinnen und Schüler aus 34 Nationen in fünf Klassenstufen das Gymnasium. Rektor der Schule ist seit Sommer 2007 Eugen Krieger.

## Persönlichkeiten

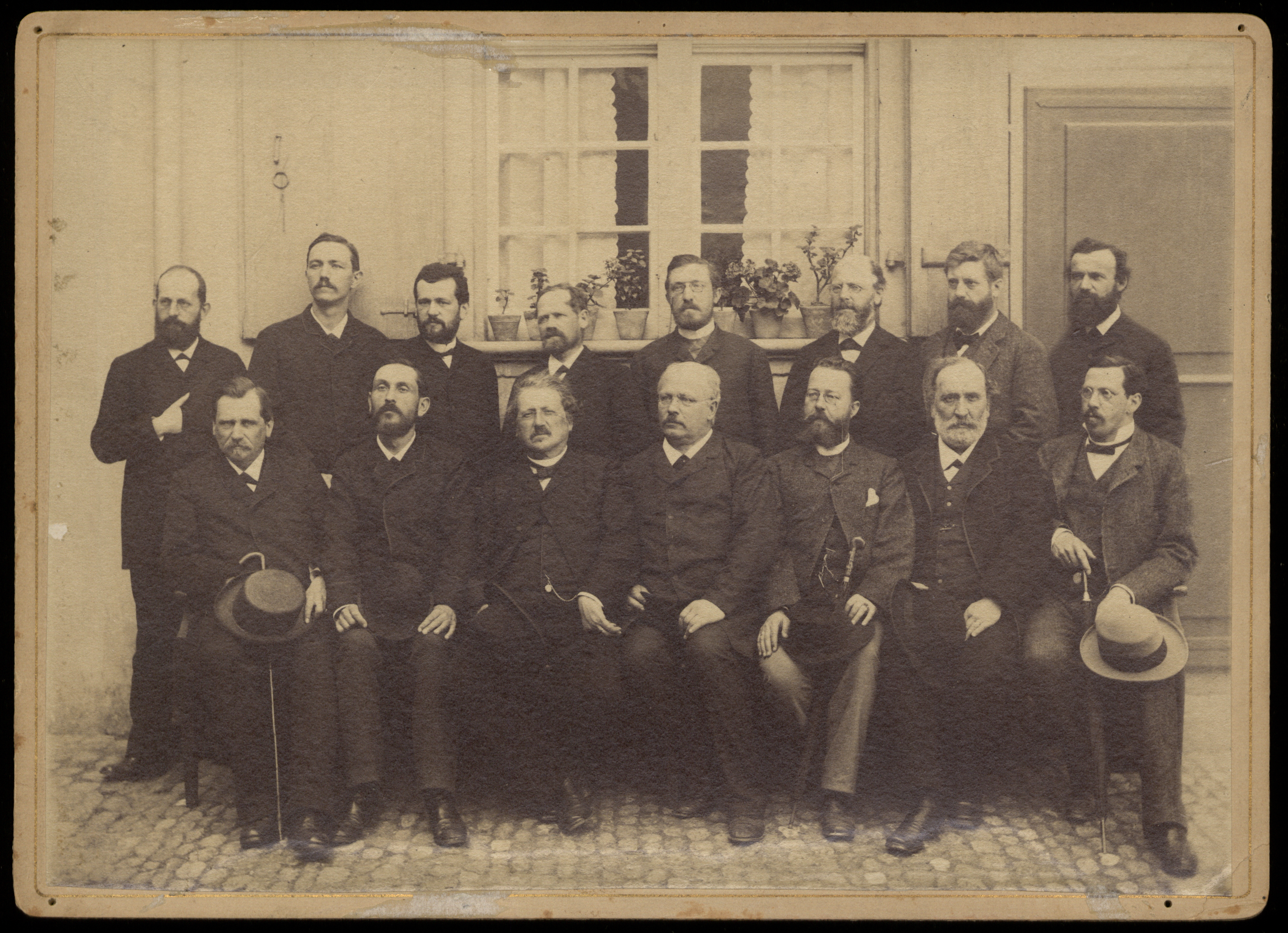
Gruppenbild (Fotografie um 1889), Lehrer des Oberen Gymnasiums Basel, von links nach rechts, oben: Achilles Burckhardt, Fritz Tschopp, Albert Burckhardt, Rudolf Stähelin, Rudolf Kögel, Theophil Burckhardt-Biedermann, Emanuel Probst, Hans Theodor Plüss; unten: Johann Jakob Oeri, Carl Grob, Jacob Achilles Mähly, Rektor Fritz Burckhardt, Gustav Soldan, Felix Bertholet, Albert Riggenbach

### Rektoren
- Thomas Platter der Ältere (1499–1582), Humanist
- Johann I Bernoulli (1667–1748), Mathematiker
- Rudolf Hanhart (1780–1856), Pädagoge, 1817 bis 1831 Rektor
- Friedrich Burckhardt (1830–1913), Mathematiker, 1875 bis 1902 Rektor
- Hans Gutzwiller (1913–1988), Altphilologe, 1946 bis 1973 Rektor

### Lehrer
- Jakob Salzmann (1484–1526), Lehrer bis 1511 und Reformator
- Johannes Oporinus (1507–1568), Lehrer seit 1526
- Johannes Nysaeus Augustanus (1527–1599), Lehrer 1551–1556, Reformator und Superintendent in Baden-Hachberg
- Immanuel Stockmeyer (1814–1894), Religionslehrer
- Jacob Burckhardt (Lehrer und Schüler, 1818–1897), Historiker
- Christian Friedrich Schönbein (1799–1868), Chemiker
- August Bercht (1790–1861), Historiker
- Friedrich Nietzsche (1844–1900), Philosoph
- Karl Ludwig Roth (1811–1860), klassischer Philologe
- Alexandre Vinet (1797–1847), Theologe
- Wilhelm Vischer (1833–1886), Historiker und Politiker
- Wilhelm Bruckner (1870–1952), Lehrer für Griechisch, Latein, Deutsch und Geschichte
- Alfred Siegfried (1890–1972), verurteilter Lehrer
- Werner Günther (1898–1988), Deutschlehrer, Germanist und Hochschullehrer
- Lisette Bruderer-Goessler (1928–2007), erste weibliche Lehrerin am HG, Altphilologin
- Chester Gill (1928–2003), Jazzmusiker
- Georg Peter Landmann (1905–1994), Klassischer Philologe und Übersetzer
- Beat Raaflaub (* 1946), Dirigent

### Absolventen
- Ludwig Lucius (1577–1642), reformierter Theologe und Hochschullehrer
- Johann Rudolf Wettstein (1594–1666), Politiker
- Jakob I Bernoulli (1655–1705), Mathematiker
- Nicolas Samuel de Treytorrens (1671–1728), Bürgermeister und Pietist
- Johann Rudolf Mieg (1694–1733), Mediziner, Botaniker und Hochschullehrer
- Daniel Bernoulli (1700–1782), Mathematiker und Physiker
- Leonhard Euler (1707–1783), Mathematiker und Physiker
- Johann Jacob Huber (1707–1778), Mediziner, Botaniker und Hochschullehrer
- Johann Jakob Faesch (1752–1832), Oberpfarrer in Basel
- Johann Peter Hebel (1760–1826), Dichter
- Karl Ludwig Roth (1811–1860), klassischer Philologe
- Arnold Böcklin (1827–1901), Maler
- Jonas Breitenstein (1828–1877), Dichterpfarrer
- Martin Birmann (1828–1890), Politiker, Philanthrop und Schriftsteller
- Henri Vuilleumier (1841–1925), evangelischer Geistlicher und Hochschullehrer
- Johann Jakob Stutz (1842–1913), Jurist und Politiker
- Carl Spitteler (1845–1924), Schriftsteller
- Alfred Dreyfus (1859–1935), französischer Offizier (Dreyfus-Affäre)[1]
- Eduard Riggenbach (1861–1927), Theologe
- August Burckhardt (1868–1935), Historiker und Bibliothekar
- Anton Rimathé (1874–1943), Gewerkschaftsfunktionär und Politiker
- Carl Gustav Jung (1875–1961), Psychologe
- Hans Bernoulli (1876–1959), Architekt (Nationalrat)
- Fritz Liebrich (1879–1936), Lehrer und Schriftsteller in Mundart
- Lukas Christ (1881–1958), Geistlicher
- Gottlob Wieser (1888–1973), evangelischer Geistlicher
- Hans Martin Sutermeister (1907–1977), Fehlurteilsjäger
- Hans Wildberger (1910–1986), evangelischer Geistlicher und Hochschullehrer
- Werner Bieder (1911–1999), evangelischer Geistlicher und Missionswissenschaftler
- Hans-Peter Tschudi (1913–2002), Politiker (Regierungsrat BS, Bundesrat)
- Hans Erzer (1915–2009), Jurist und Politiker (Regierungsrat SO)
- Jean-Jacques von Allmen (1917–1994), evangelischer Geistlicher und Hochschullehrer in Neuenburg
- Felix Tschudi (1917–2010), Theologe
- Ernst Peter Billeter (1919–2002), Mathematiker und Informatiker
- Werner Schmalenbach (1920–2010), deutsch-schweizerischer Kunsthistoriker und Museumsdirektor
- Ernst Erhard Müller (1921–2010), Schweizer Hochschullehrer
- Lukas Vischer (1926–2008), Theologe
- Klaus Linder (1926–2009), Pianist, Direktor der Musik-Akademie der Stadt Basel
- Hans Fünfschilling (* 1940), Politiker (Regierungsrat BL, Ständerat)
- Thüring Bräm (* 1944), Dirigent und Komponist, Rektor der Musikhochschule Luzern
- François Conod (1945–2017), Schriftsteller
- Werner Müller (* 1933), Mediziner und Hochschullehrer
- Moritz Leuenberger (* 1946), Politiker (Bundesrat)
- Ralph Eichler (* 1947), Physiker
- Felix Gutzwiller (* 1948), Politiker (Ständerat)
- Claude Janiak (* 1948), Politiker (Nationalrat)
- Andreas Burckhardt (* 1951), Politiker (Grossrat BS)
- Hans Martin Tschudi (* 1951), Politiker (Regierungsrat BS)
- Rudolf Rechsteiner (* 1958), Politiker (Nationalrat)
- Ludwig Theodor Heuss (* 1961), Arzt und Verleger
- Black Tiger (* 1972), Rapper
- Nubya (* 1974), Sängerin
- Lukas Engelberger (* 1975), Politiker (Regierungsrat BS)